# العلاقات الأنغولية الغامبية
العلاقات الأنغولية الغامبية هي العلاقات الثنائية التي تجمع بين أنغولا وغامبيا.

## مقارنة بين البلدين
هذه مقارنة عامة ومرجعية للدولتين:
| وجه المقارنة                                              | أنغولا           | غامبيا       |
| --------------------------------------------------------- | ---------------- | ------------ |
| المساحة (كم2)                                             | 1.25 مليون       | 11.30 ألف    |
| عدد السكان (نسمة)                                         | 29.78 مليون      | 2.10 مليون   |
| الكثافة السكانية (ن./كم²)                                 | 23.82            | 185.84       |
| العاصمة                                                   | لواندا           | بانجول       |
| اللغة الرسمية                                             | اللغة البرتغالية | لغة إنجليزية |
| العملة                                                    | كوانزا أنغولي    | دالاسي غامبي |
| الناتج المحلي الإجمالي (بليون دولار)                      | 124.21 مليار     | 1.01 مليار   |
| الناتج المحلي الإجمالي (تعادل القوة الشرائية) بليون دولار | 184.83 مليار     | 3.34 مليار   |
| الناتج المحلي الإجمالي الاسمي للفرد دولار أمريكي          | 4.10 ألف         | 471          |
| الناتج المحلي الإجمالي للفرد دولار أمريكي                 |                  |              |
| مؤشر التنمية البشرية                                      | 0.533            | 0.441        |
| رمز المكالمات الدولي                                      | +244             | +220         |
| رمز الإنترنت                                              | .ao              | .gm          |
| المنطقة الزمنية                                           | ت ع م+01:00      | 00           |

## منظمات دولية مشتركة
يشترك البلدان في عضوية مجموعة من المنظمات الدولية، منها:
| علم المنظمة | اسم المنظمة                                 | تاريخ انضمام أنغولا | تاريخ انضمام غامبيا |
| ----------- | ------------------------------------------- | ------------------- | ------------------- |
|             | البنك الإفريقي للتنمية                      | ?                   | ?                   |
|             | الاتحاد الأفريقي                            | 11 فبراير 1979      | ?                   |
|             | منظمة التجارة العالمية                      | ?                   | ?                   |
|             | منظمة الشرطة الجنائية الدولية               | ?                   | ?                   |
|             | منظمة حظر الأسلحة الكيميائية                | ?                   | ?                   |
|             | مؤسسة التمويل الدولية                       | 19 سبتمبر 1989      | 19 سبتمبر 1983      |
|             | يونسكو                                      | 11 مارس 1977        | 1 أغسطس 1973        |
|             | البنك الدولي للإنشاء والتعمير               | 19 سبتمبر 1989      | 18 أكتوبر 1967      |
|             | مجموعة دول أفريقيا والكاريبي والمحيط الهادئ | ?                   | ?                   |
|             | الأمم المتحدة                               | 1 ديسمبر 1976       | 21 سبتمبر 1965      |
|             | مؤسسة التنمية الدولية                       | 19 سبتمبر 1989      | 18 أكتوبر 1967      |
|             | وكالة ضمان الاستثمار متعدد الأطراف          | 19 سبتمبر 1989      | 11 سبتمبر 1992      |
|             | الاتحاد الدولي للاتصالات                    | 13 أكتوبر 1976      | 27 مايو 1974        |
|             | الاتحاد البريدي العالمي                     | ?                   | ?                   |

## وصلات خارجية
- موقع وزارة الخارجية الأنغولية
- موقع وزارة الخارجية الغامبية